# 2,6-Dimethyl-N-nitrosomorpholin
2,6-Dimethyl-N-nitrosomorpholin ist eine chemische Verbindung aus der Gruppe der cyclischen Nitrosamine.

## Gewinnung und Darstellung
2,6-Dimethyl-N-nitrosomorpholin bildet sich bei der Nitrosierung von 2,6-Dimethylmorpholin, einem Dehydratisierungsprodukt von Bis(2-Hydroxypropyl)amin. Beide Verbindungen können in Industrieölen vorkommen und werden in einer Vielzahl von industriellen Prozessen verwendet.

## Eigenschaften
2,6-Dimethyl-N-nitrosomorpholin ist strukturell verwandt mit den karzinogenen und genotoxischen heterocyclischen Nitrosaminen Nitrosomorpholin und Nitrosopiperidin. Die Metabolisierung führt zur Bildung der mutagenen und karzinogenen Metaboliten N-Nitroso(2-hydroxypropyl)(2-oxopropyl)amin, N-Nitrosobis(2-oxopropyl)amin und N-Nitrosobis(2-hydroxypropyl)amin. Es gibt zwei Stereoisomere von 2,6-Dimethyl-N-nitrosomorpholin. Beim cis-Isomer befinden sich beide Methylgruppen entweder oberhalb oder unterhalb des Morpholinrings, während beim trans-Isomer sich eine Methylgruppe über und die andere unterhalb des Rings befindet.

## Verwendung
2,6-Dimethyl-N-nitrosomorpholin wurde als Modellverbindung in experimentellen Laboruntersuchungen zur Karzinogenese verwendet.

## Sicherheitshinweise
2,6-Dimethyl-N-nitrosomorpholin wurde an Ratten, Hamstern, Meerschweinchen und Forellen auf Karzinogenität getestet. Es wurde ein signifikanter Anstieg gutartiger und bösartiger Tumore bei verschiedenen Arten festgestellt. In seltenen Fällen wurden mehr als zehn induzierte Tumorarten nachgewiesen, darunter Nasenhöhlen- und Lungentumore bei Ratten und Hamstern, sowie Tracheal-, Zungen-, Ösophagus-, Speiseröhren- und Magen- bei Ratten sowie Gallenblasen-, Bauchspeicheldrüsen-, Nieren-, Vaginal- und Hauttumore bei Hamstern. Andere mit der Verbindung zusammenhängende Tumore, die in diesen Studien beobachtet wurden, sind Leber- und Luftröhrentumore bei der Ratte, Leber-, Vormagen-, Kehlkopf-, Luftröhrenkrebs und Tumore in der Harderschen Drüse beim Hamster sowie Leber-, Drüsenmagen- und Schwimmblasentumore bei Forellen.

## Regulierung
Über den Safe Drinking Water and Toxic Enforcement Act of 1986 besteht in Kalifornien seit 8. Februar 2013 eine Kennzeichnungspflicht für Produkte, die 2,6-Dimethyl-N-nitrosomorpholin enthalten.

## Externe Links zu erwähnten Verbindungen
1. ↑  Externe Identifikatoren von bzw. Datenbank-Links zu N-Nitroso(2-hydroxypropyl)(2-oxopropyl)amin:  CAS-Nr.: 61499-28-3, PubChem: 43677, Wikidata: Q82962120.
2. ↑  Externe Identifikatoren von bzw. Datenbank-Links zu N-Nitrosobis(2-oxopropyl)amin:  CAS-Nr.: 60599-38-4, ECHA-InfoCard: 100.359.284, PubChem: 43371, Wikidata: Q81983699.
3. ↑  Externe Identifikatoren von bzw. Datenbank-Links zu N-Nitrosobis(2-hydroxypropyl)amin:  CAS-Nr.: 53609-64-6, ECHA-InfoCard: 100.359.099, PubChem: 40828, ChemSpider: 37291, Wikidata: Q27225150.